# キミは宙のすべて
『キミは宙のすべて』（キミはそらのすべて）は、能登山けいこによる日本の漫画作品。『ちゃお』（小学館）2012年11月号から2015年8月号まで連載。番外編が『ちゃおデラックス』（同社刊）に掲載された。小学館ジュニア文庫にて新倉なつきにより小説化されている。副題は「ぼくらの最初で最後の恋」。略称として「キミソラ」。

## ストーリー
両親が離婚した莉花は、母親の再婚相手を知り、幸せな姿を確かめに行くことに。訪れた街で出会ったのは、人気者でちょっぴり強引な星夜という同年代の男の子。なんと彼は母親の再婚相手の息子だった。

## 登場人物
※声の項は、ボイスコミック版の声優。
三国 莉花（みくに りか）
声 - 野瀬碧里
少し感情表現が苦手。紅ヶ丘中2年→黒衣大付属高校1年中退→ソレイユ山吹女学院1年。
両親が離婚し、父子家庭で三国家のお姫様。両親が離婚し、髪を結んでくれる人がいなくなったため、自分で髪を切った。
「ムニャ吉」といういとこの大気の猫が好き。
受験を経て星夜と同じ学校に入学するが、生徒会長の北斗と出会い生徒会役員にさせられる。役員の仕事に励み学校生活も慣れてきたところ、夢子の策略で北斗との婚約パーティーに参加させられ反発する。星夜が乱入したことで場は収まるが、その夢子から彼に対する無茶な要求に励むようになってしまう。頑張る星夜に耐え切れず北斗との婚約を承諾。高校を転校し、三国家所有のマンションを行ったり来たりだけの監視生活を送るようになる。しかしあることがきっかけで監視を抜け出し家出、年齢を偽りチャイルドシッターをする。その後駆けつけた星夜と合流し、彼の母親の生家にたどり着く。しかし夢子と北斗に見つかり川まで追い詰められる。
最終話では、その後星夜と結婚したことが明かされている。
血液型はA型、誕生日は1月5日。家族構成は、父のみ。
源 星夜（みなもと せいや）
声 - 髙橋孝治
運動神経抜群な、学校の人気者。黒衣大学付属中2年→黒衣大付属高校1年生テニス部所属。
莉花の母親の再婚相手の息子。本当の母親は亡くなった。
莉花のことが好きだが、莉花の家は許していない。
運動神経抜群なため、試合の助っ人によく呼ばれる。料理は下手。
そのまま内部進学し高校生になるも、莉花の家である三国家の出来事に巻き込まれてしまう。
血液型はO型、誕生日は7月7日。家族構成は、父、母、弟、妹。
柴田 銀河（しばた ぎんが）
莉花の幼馴染。サッカー部所属。紅ヶ丘中2年→白萩学園1年。
無愛想だけど、莉花にさりげなく気遣う優しさを持つ。
ちなみに白萩学園は能登山けい子の作品「放課後エデン」に登場する学校である。
血液型はB型、誕生日は4月21日。家族構成は、父、母、長兄、次兄。
源 陽太（みなもと ようた）
星夜の弟。小学生。少し意地っ張り。料理が得意。
血液型はO型、誕生日は8月15日。
源 美月（みなもと みつき）
星夜の妹。元気でしっかり者の末っ子。
血液型はO型、誕生日は9月13日。
三国 暁（みくに あきら）
莉花の父。エリートビジネスマンだけど、ヘタレ。仕事が忙しくいつも家にいない。とある芸能人の方々をモデルにしている。
源 茉莉（みなもと まり）
莉花の母であり、星夜の父の再婚相手。三国家の親戚からのイジメに耐え切れず離婚した。
とある芸能人の方々をモデルにしている。
冨永 裕（とみなが ゆたか）
莉花の友達。星夜と同じ学校に通っている。
血液型はO型、誕生日は3月27日。家族構成は、母のみ。
2巻に収録されている、『メイド・イン・少年』の主人公。
羽柴 於兎彦（はしば おとひこ）
星夜と裕のクラスメイトの少年。2巻に収録されている、『メイド・イン・少年』にも登場する。
源 朔夜（みなもと さくや）
星夜と陽太と美月の父。茉莉の再婚相手。ホラー＆ミステリー小説家。
三国 大気（みくに たいき）
声 - 山下慧悟
莉花のいとこにあたる。莉花をかばい、イギリスに留学する。遠く離れても莉花を気遣う。
血液型はAB型、誕生日は2月22日。家族構成は、祖母、父、母、ムニャ吉。
ムニャ吉（ムニャ吉）
大気が飼っている猫。
彼が莉花をかばってイギリス留学に行ったため、彼女の家に暮らしている。
池田（いけだ）
大気の父の秘書の1人。
藤原 北斗（ふじわら ほくと）
声 - 清水一貫
飲料会社の御曹司で、黒衣大附属高校の生徒会長。高校3年生。
後輩からも慕われる明るい性格だが、飄々としており何を考えているかわからない一面がある。
一族で経営している会社が厳しいために、三国家を利用して莉花と政略結婚を図ろうとしている。そのために、彼女の祖母である夢子の手下として動いており、高校入学直後の莉花を生徒会役員に推薦し自分の視界に置いたり、気を引こうと結ばれない彼女がいるという嘘の芝居をした。
幼い頃に母親を亡くし、父親が再婚した過去から「人を愛する気持ち」を理解できず、莉花に対して歪んだ愛を見せるようになる。そして、邪魔になる星夜と彼女を是が非でも見つけ出そうと執着している。
最終話では、莉花の事業パートナーとなったことが分かっている。
菅原 柚（すがわら ゆず）
声 - 多田このみ
星夜が所属するテニス部のマネージャーをしている地味な少女。
高校の運動会で星夜と実行委員になり話しかける機会が多く、星夜に好意をもつが彼女がいると知り諦める。彼女である莉花が高校を去ったため、彼に近づくようになる。
3学期の冬、莉花を探そうとする星夜を引き止めようと告白するが、玉砕した。
三国 夢子（みくに ゆめこ）
声 - 高橋麻里子
三国家の当主で、 莉花の祖母。莉花の両親を離婚に追い込んだ張本人。
自分の家族たちを道具としか思っていない節があり、三国家の血筋とプライドのためなら手段を選ばない冷酷で傲慢な性格。しかし、本当は家族の幸せを一番に考え、たとえ憎まれても「三国のため」と言い訳を用意し、従わせる彼女なりの愛情を持っていた。
血液型はO型、誕生日は12月15日。
花夜（かや）
最終回に登場する星夜と莉花の娘で、夢子の曾孫。
父と母みたいな大恋愛をしてみたいと思っているが、人に話しづらい内容なのか飼い猫などに話している。

## 書誌情報

### 漫画
- 能登山けいこ作 小学館〈ちゃおコミックス〉、全8巻
  1. 2013年3月1日発売 ISBN 978-4-09-135146-3
  2. 2013年7月1日発売 ISBN 978-4-09-135536-2
  3. 2013年11月29日発売 ISBN 978-4-09-135609-3
  4. 2014年4月1日発売 ISBN 978-4-09-136117-2
  5. 2014年7月1日発売 ISBN 978-4-09-136270-4
  6. 2014年10月1日発売 ISBN 978-4-09-136593-4
  7. 2015年2月27日発売 ISBN 978-4-09-136733-4
  8. 2015年11月27日発売 ISBN 978-4-09-137895-8
    - 8巻限定版エターナルボックス ISBN 978-4-09-941863-2

### 小説
- 新倉なつき著、能登山けいこ原作 小学館（ジュニア文庫）、全4巻
  1. たったひとつの星 2014年6月11日発売 ISBN 978-4-09-230764-3
  2. ヒロインは眠れない 2014年9月10日発売 ISBN 978-4-09-230777-3
  3. 君のためにできること 2015年2月25日発売 ISBN 978-4-09-230797-1
  4. 宙いっぱいの愛をこめて 2015年8月26日発売 ISBN 978-4-09-230839-8

## コラボレーション
監修およびキャラクターデザインを能登山けいこが行ったニンテンドー3DSソフト『創作アリスと王子さま!』に、公式サイトの2016年3月配信分のQRコードを読み込むと、三国莉花（声：野瀬碧里）と源星夜（声：髙橋孝治）が登場するミニストーリー「妖精を探せ」が、イベントスチル付きで配信された。このミニストーリーは『ちゃお』（小学館）2016年1月号ふろくのQRコードで先行配信を行った。
なお、本コラボで声をあてた声優は、第8巻限定版エターナルボックスのボイスコミックDVDでも同じキャラの声優を担当している。